# Zimbabwes distrikt

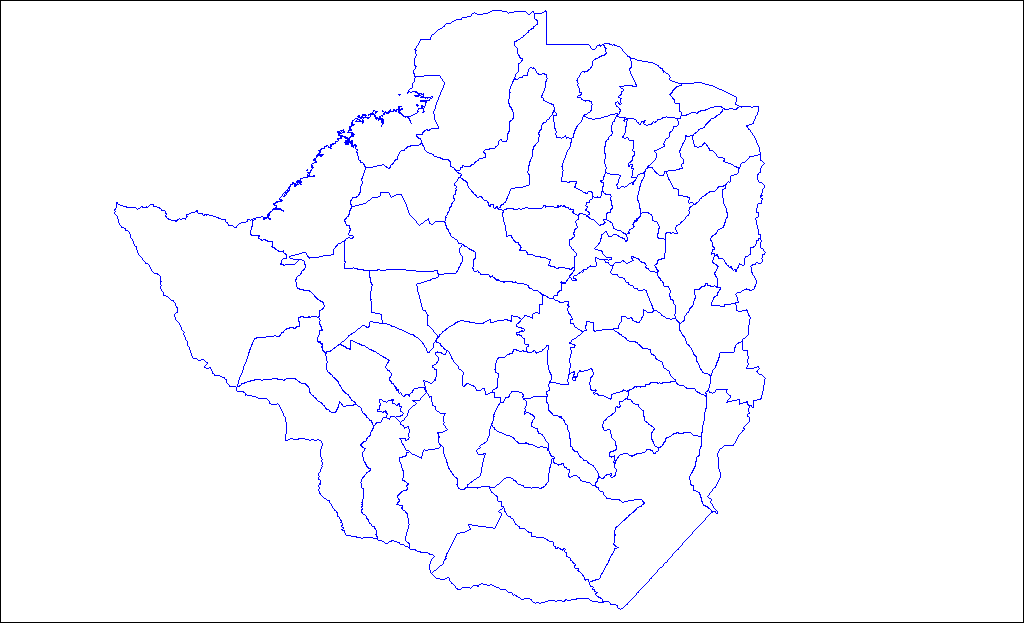
Distrikt i Zimbabwe

Zimbabwes provinser är indelade i 59 distrikt och 1 200 kommuner. Distrikten är listade nedanför efter provins:

## Bulawayo (stad)
- Bulawayo

## Harare (stad)
- Harare

## Manicaland
- Buhera
- Chimanimani
- Chipinge
- Makoni
- Mutare
- Mutasa
- Nyanga

## Mashonaland Central
- Bindura
- Guruve
- Mazowe
- Mukumbura
- Muzarabani
- Rushinga
- Shamva

## Mashonaland East
- Chikomba
- Goromonzi
- Hwedza
- Marondera
- Mudzi
- Murehwa
- Mutoko
- Seke
- Uzumba-Maramba-Pfungwe

## Mashonaland West
- Chegutu
- Hurungwe
- Kadoma
- Kariba
- Makonde
- Zvimba

## Masvingo
- Bikita
- Chiredzi
- Chivi
- Gutu
- Masvingo
- Mwenezi
- Zaka

## Matabeleland North
- Binga
- Bubi
- Hwange
- Lupane
- Nkayi
- Tsholotsho
- Umguza

## Matabeleland South
- Beitbridge
- Bulilimamangwe
- Gwanda
- Insiza
- Matobo
- Umzingwane

## Midlands
- Chirumhanzu
- Gokwe North
- Gokwe South
- Gweru
- Kwekwe
- Mberengwa
- Shurugwi
- Zvishavane